# Horní Bezděkov
Horní Bezděkov (Duits: Ober Besdiekau, Ober Bezdiekau of Oberbesdiekau) is een Tsjechische gemeente in de regio Midden-Bohemen en maakt deel uit van het district Kladno. Het dorp ligt op 8 km afstand van de stad Kladno.
Horní Bezděkov telt 737 inwoners (2023).

## Geschiedenis
De eerste schriftelijke vermelding van Horní Bezděkov dateert van 1260.
In eerste instantie werd het dorp Bezděkov u Unhoště (Bezděkov in Unhošť) genoemd. In de 13e eeuw behoorde het dorp tot het bezit van de bisschop. In 1268 gaf koning Ottokar II van Bohemen het dorp aan de stad Beroun. In de jaren daarna gaf koning Jan de Blinde het aan zijn heer Elbing en na diens dood in 1331 werd het dorp verkocht aan Petr van Rosenberg. Daarna kwam Horní Bezděkov onder de heerschappij van het kasteel van Křivoklát.
In 1685 nam graaf Albrecht von Wallenstein het dorp over, in 1731 gevolgd door de familie Fürstenberg. Het dorp bleef in hun bezit tot aan de afschaffing van het feodalisme in 1850. Horní Bezděkov werd daarna verdeeld over de gemeenten Smíchov en Unhošť.
Sinds 1960 is Horní Bezděkov een zelfstandige gemeente binnen het district Kladno.

## Economie
Er zijn vier particuliere boeren werkzaam in de landbouwsector. De meeste inwoners reizen voor hun werk meestal naar Praag, Kladno en Unhošť.

### Voorzieningen

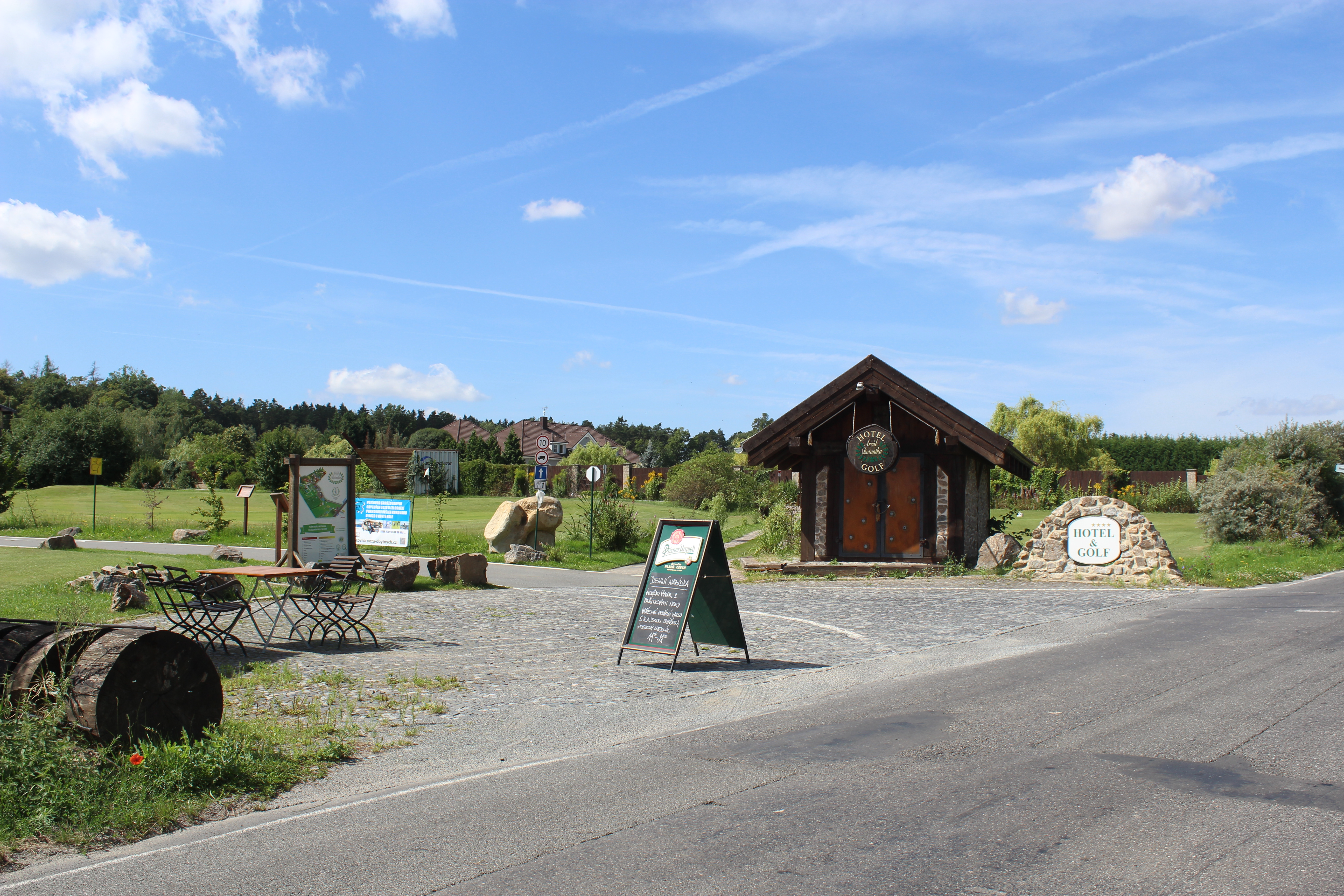
Golfbaan

Er is geen school meer in het dorp. In het voormalige schoolgebouw is thans het gemeentehuis gevestigd. Scholieren reizen naar Unhošť.
Er zijn een supermarkt en bloemist in het dorp. Ook is er een tennisbaan met café en een golfbaan. In het gebouw van het gemeentekantoor is een gemeenschappelijke ruimte, die wordt gebruikt voor verschillende soorten feesten en evenementen. Verder zijn er een begraafplaats en een kapel.

## Verkeer en vervoer

### Autowegen
Weg II/201 loopt door de gemeente en verbindt Horní Bezděkov met Křivoklát, Zbečno, Unhošť en Jeneč.

### Spoorlijnen
Er is geen spoorlijn of station in het dorp. Het dichtstbijzijnde station is station Unhošť, op 7 km afstand. Dat station ligt aan spoorlijn 120 Praag - Kladno - Rakovník.

### Buslijnen
Er zijn drie bushaltes in het dorp:
| Halte                         | Lijn | Route                 | Vervoerder      |
| ----------------------------- | ---- | --------------------- | --------------- |
| Horní Bezděkov                | 386  | Praag-Zličín - Kladno | ČSAD MHD Kladno |
| Horní Bezděkov, Křižovatka    | 386  | Praag-Zličín - Kladno | ČSAD MHD Kladno |
| Horní Bezděkov, Pod Hřbitovem | 386  | Praag-Zličín - Kladno | ČSAD MHD Kladno |

## Galerij

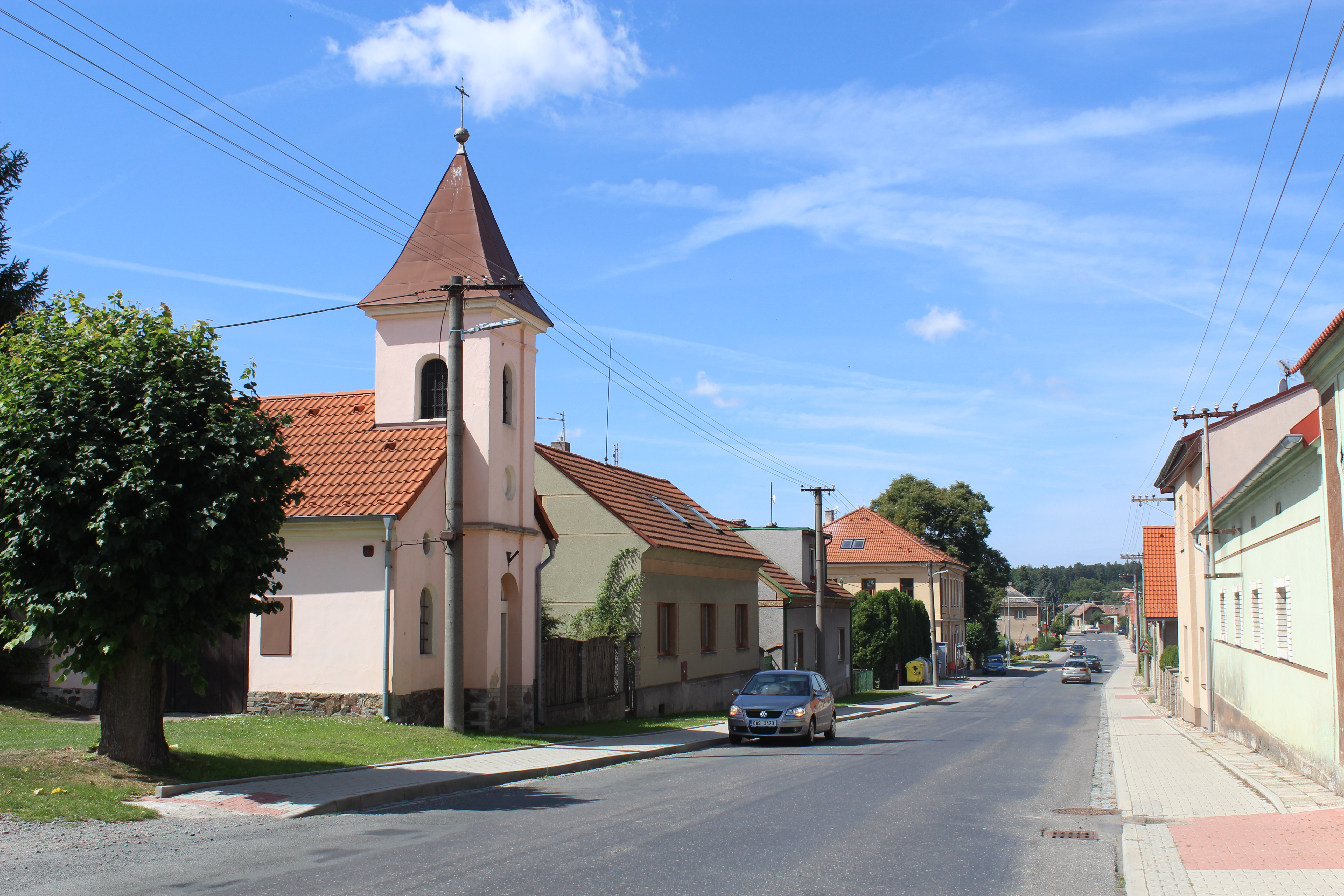
Kapel in het dorp
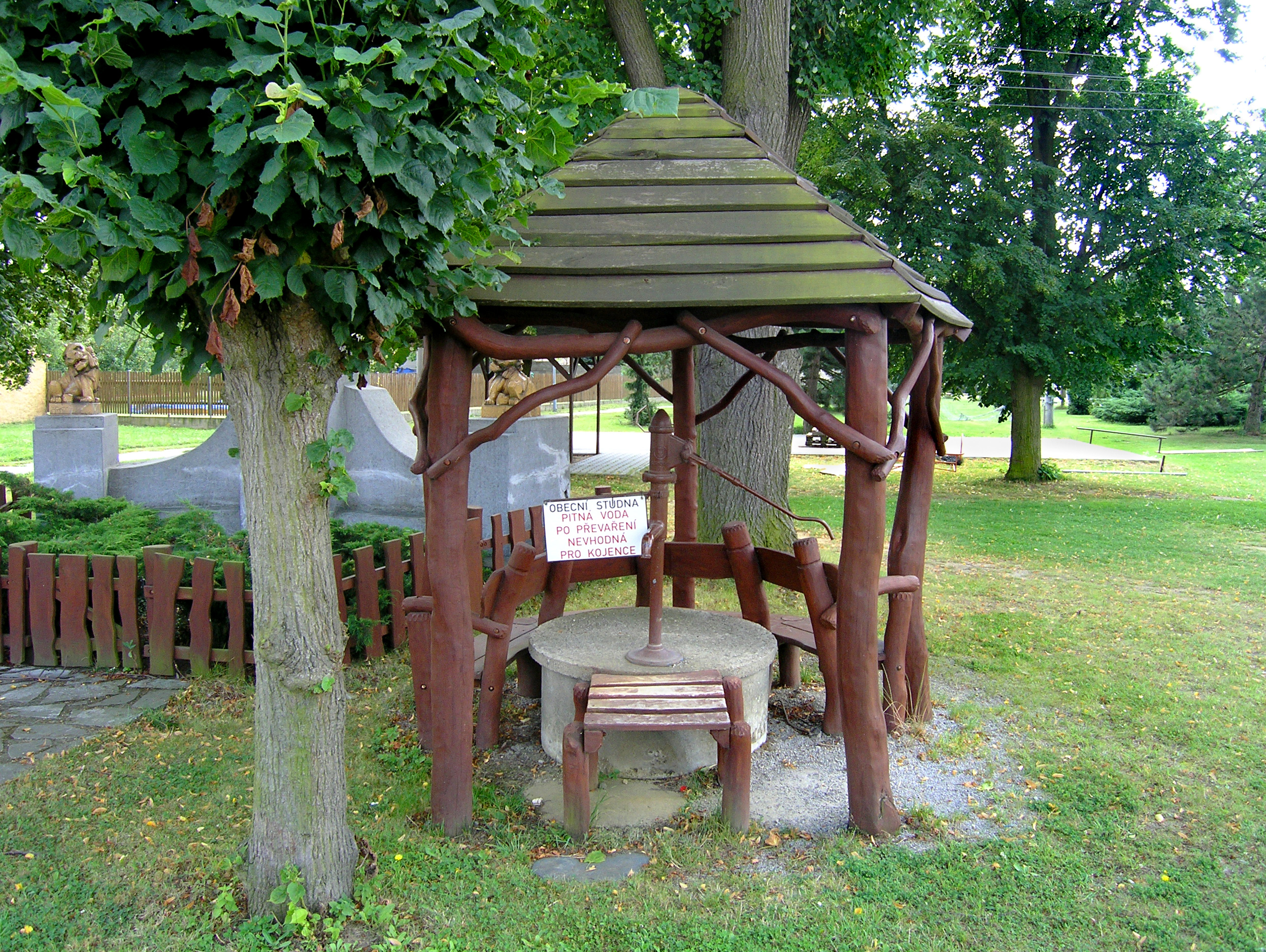
Waterput in het dorp
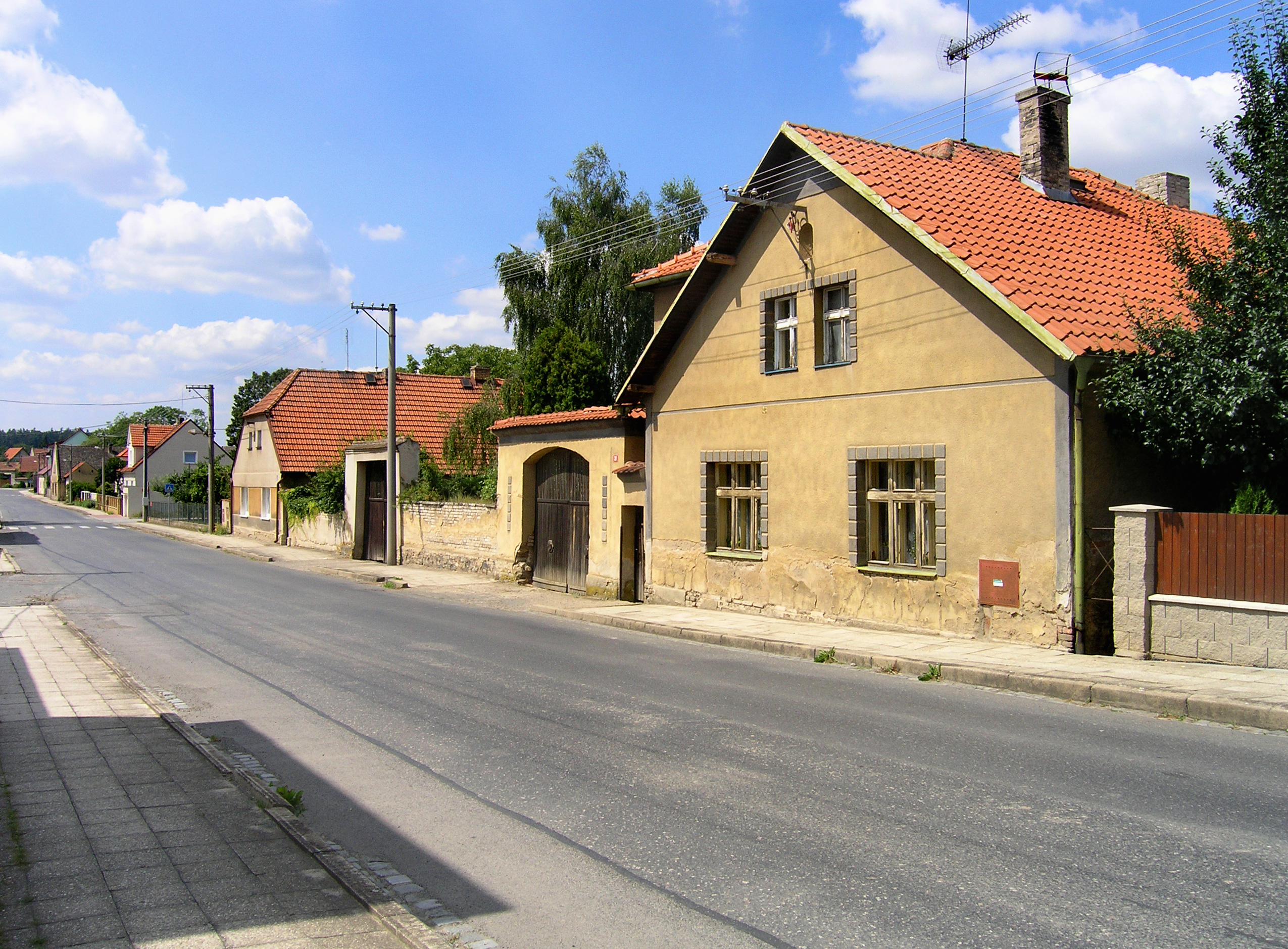
Huizen langs de hoofdstraat
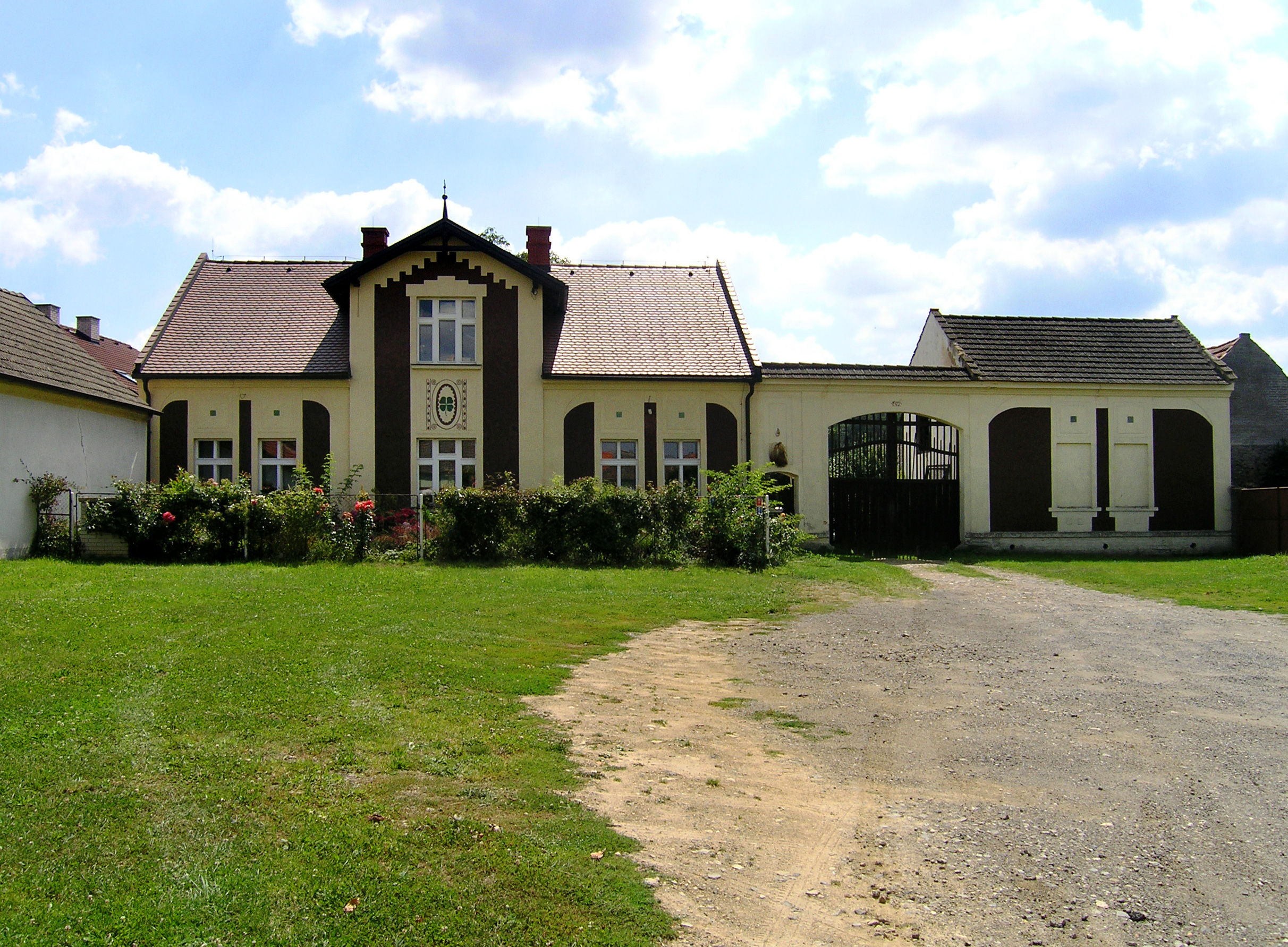
Oude boerderij in het dorp
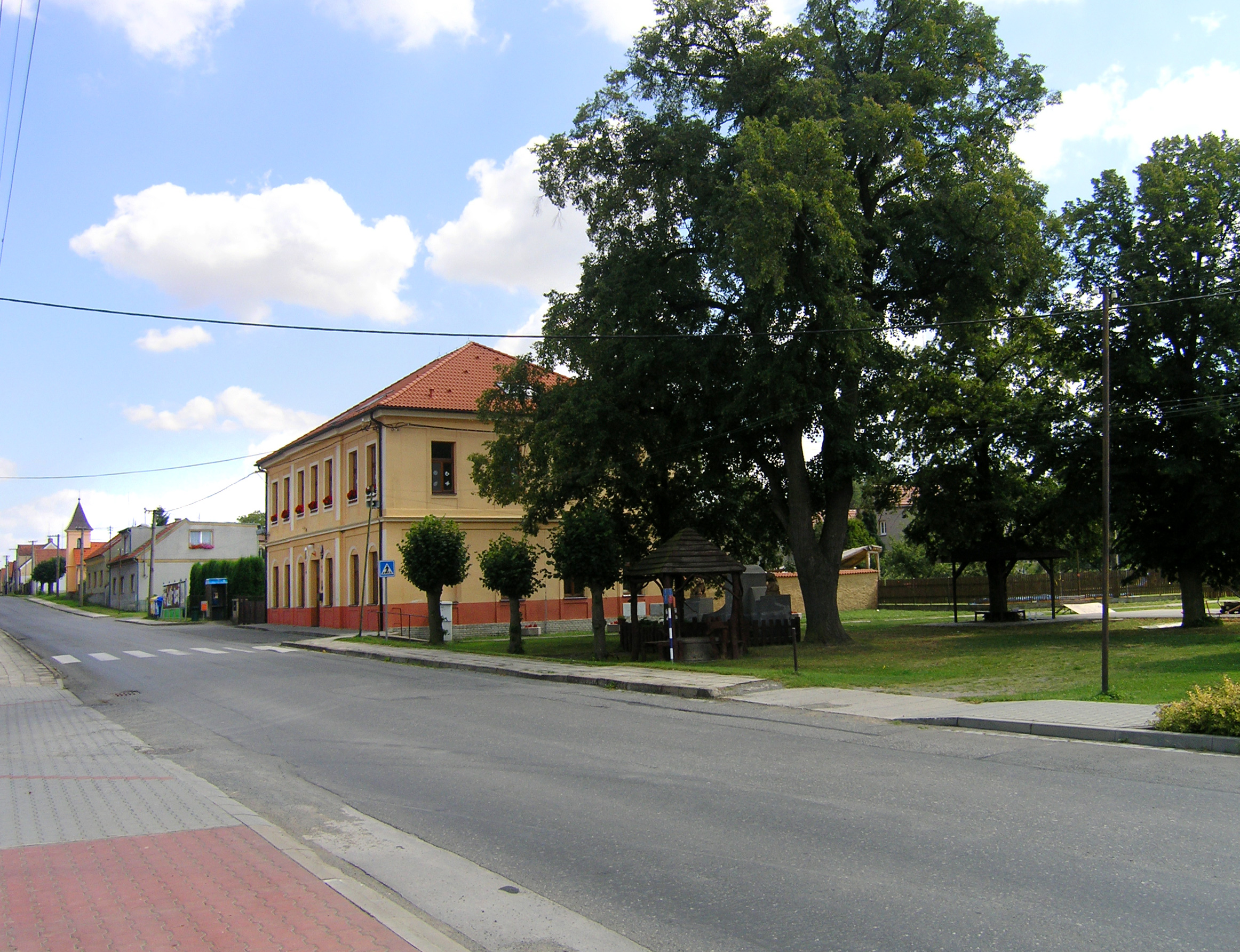
Gemeentehuis in voormalig schoolgebouw
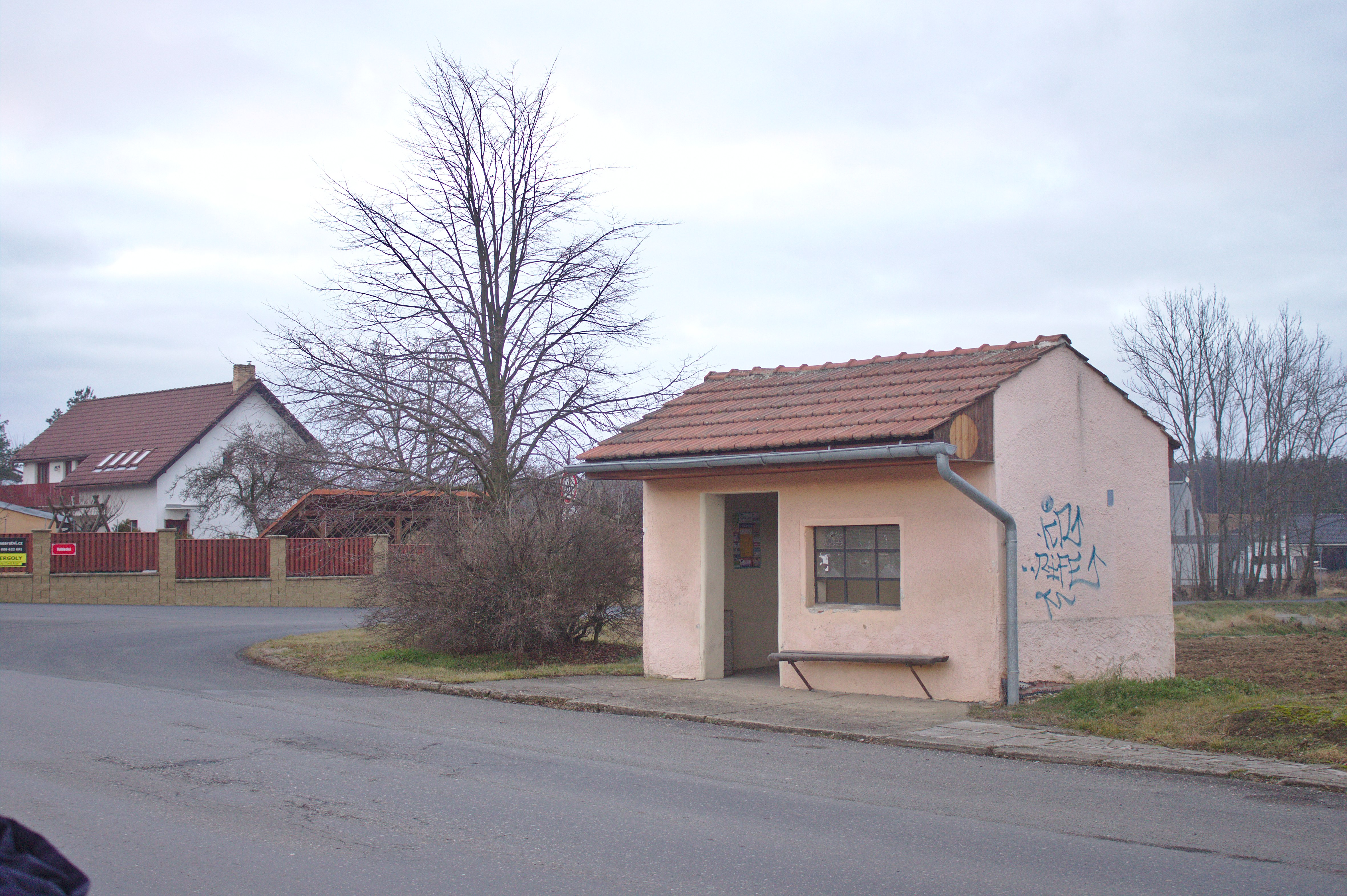
Bushalte in het dorp (1)
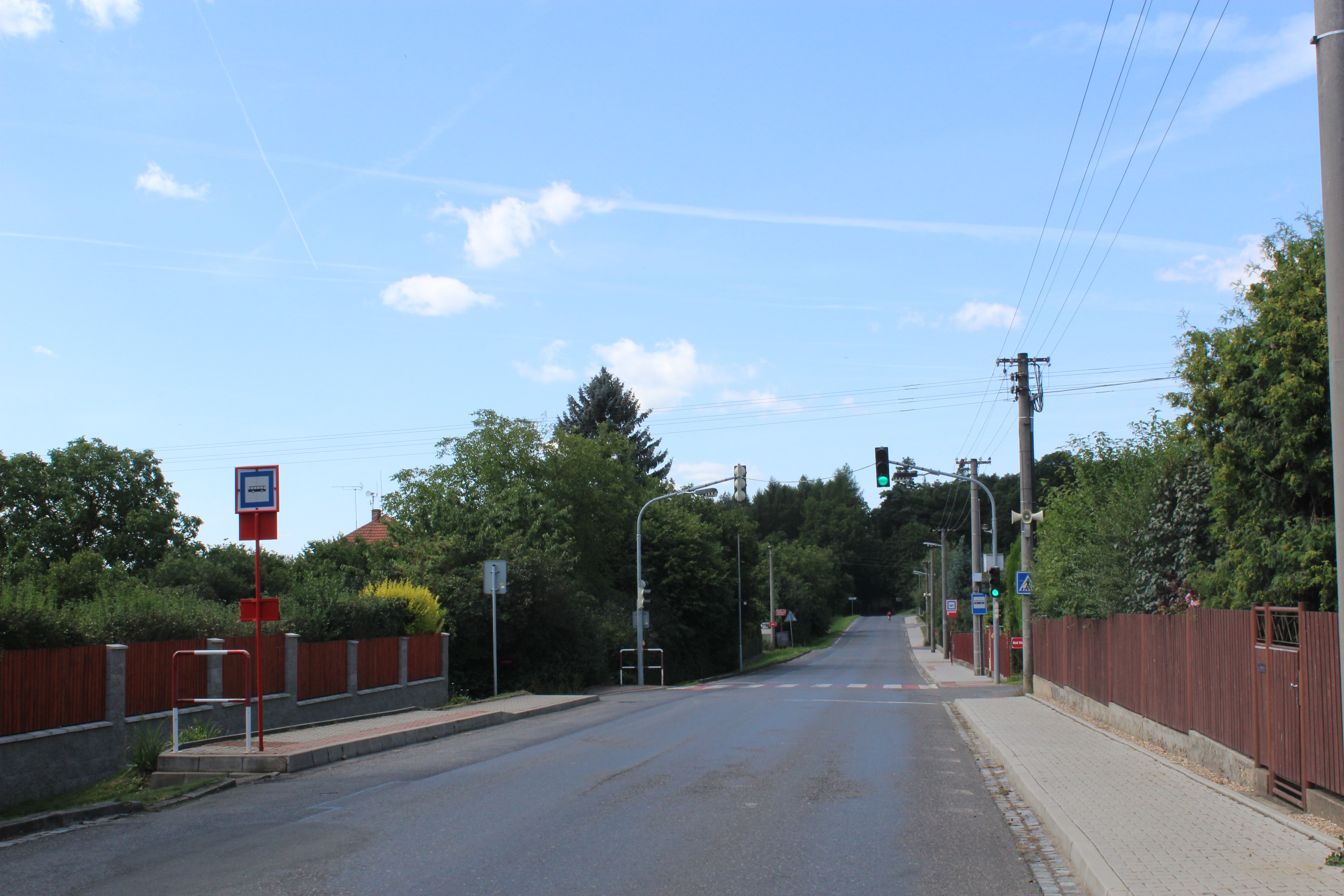
Bushalte in het dorp (2)
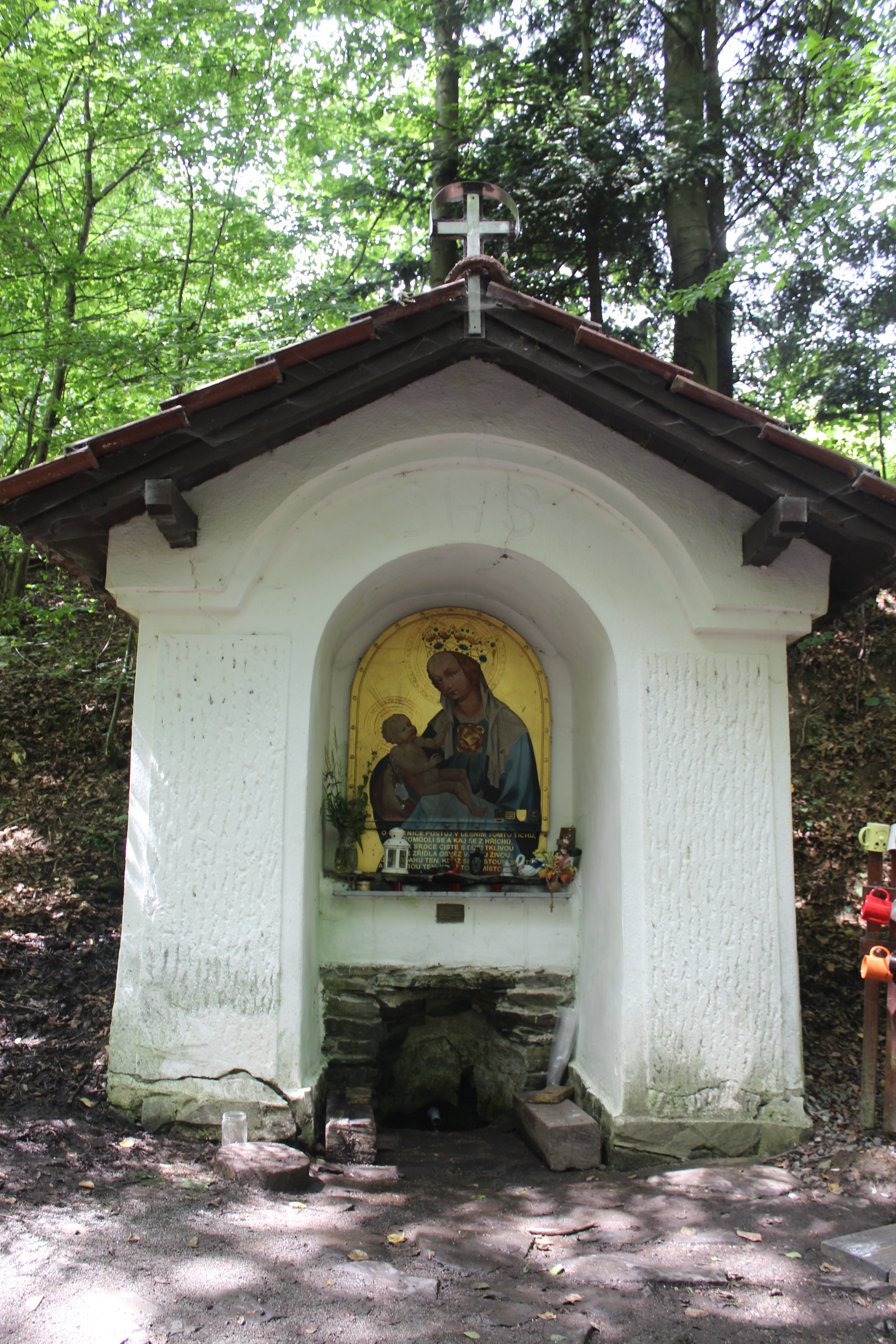
Kleine boskapel bij het dorp